# Das Wunder von Kapstadt
Das Wunder von Kapstadt ist ein Fernsehfilm aus dem Jahr 2022 von Franziska Buch mit Sonja Gerhardt, Alexander Scheer als Christiaan Barnard, Fritz Karl und Loyiso MacDonald als Hamilton Naki. Das Drehbuch von Chris Silber wurde von wahren Begebenheiten inspiriert, der Geburtstag von Christiaan Barnard jährte sich im November 2022 zum 100. Mal.

## Handlung
1967 arbeitet die Ärztin Lisa Scheel in Berlin daran, sich als eine der ersten Frauen in der Chirurgie durchzusetzen. Allerdings zieht ihr Professor Kohlfeld einen Mann vor, nachdem dieser die Ergebnisse von Scheels Arbeit als seine ausgegeben hatte.
Trotz dieses Rückschlages verfolgt Scheel weiter ihr Ziel und reist nach Kapstadt zu Christiaan Barnard, Professor Kohlfelds Konkurrenten, der ebenfalls als Erster eine Herztransplantation an einem Menschen durchführen möchte.
In Südafrika erlebt Scheel das Apartheidsregime. Der Klinikgärtner Hamilton Naki kann nur heimlich im Team um Barnard mitarbeiten, aufgrund seiner Hautfarbe darf er in einem Krankenhaus für Weiße nicht als Arzt tätig sein. Scheel und Naki tragen zum Gelingen der ersten Herztransplantation bei.

## Produktion und Hintergrund
Die Dreharbeiten fanden vom 14. März bis zum 27. April 2022 in Prag und Kapstadt statt.
Produziert wurde der Film von der deutschen Producers at Work Film (Produzent Christian Popp) in Koproduktion mit der tschechischen Mia-Film im Auftrag der ARD Degeto und in Zusammenarbeit mit dem ORF.
Die Kamera führte Bella Halben, die Montage verantwortete Tobias Haas und das Casting Liza Stutzky. Das Kostümbild gestaltete Esther Amuser und das Szenenbild Iris Trescher.
Prof. Kohlfeld ist ein fiktiver Charakter und dramaturgisch motiviert. Die Frauen in Christiaan Barnards Team waren hauptsächlich Schwestern, der operierende Teil der Ärzteschaft bis hin zum Anästhesieassistenten bestand ausschließlich aus Männern.

## Veröffentlichung
Premiere des Films (Arbeitstitel 5 Stunden) war am 4. Oktober 2022 auf dem Filmfest Hamburg, wo der Film mit dem Hamburger Produzentenpreis für Deutsche Fernsehproduktionen ausgezeichnet wurde.
Anfang November 2022 wurden mit dem Film die 44. Biberacher Filmfestspiele eröffnet.
Im ORF und im Ersten wurde der Film am 17. Dezember 2022 erstmals gezeigt.

## Rezeption

### Kritiken
Martina Kalweit bewertete den Film auf tittelbach.tv mit 4,5 von 6 Sternen. Weil der Film große Probleme verhandele, stehen die Dialoge oft im Dienst der jeweils aktuellen Konflikte. Darüber hinaus bleibe vor allem der Hauptfigur wenig Luft. Am Schauplatz Afrika gewinne das Drama an Drive, die Figur des Barnard habe etwas Schillerndes.
Oliver Armknecht vergab auf film-rezensionen.de vier von zehn Punkten, die Verbindung der historisch bedeutenden medizinischen Operation mit einem Porträt der damaligen Verhältnisse für Schwarze und Frauen funktioniere nicht wirklich. Der Film mache zu oft zu viel und bleibe durch plumpe Manipulation unter den Möglichkeiten.
Franziska Wenzlick schrieb auf prisma.de, dass Drehbuchautor Christoph Silber die Geschichte von Barnard und Naki als bewegendes Drama erzähle. Die Perspektive der fiktiven Protagonistin Dr. Lisa Scheel ermögliche den Machern des Films, einen umfassenden Blick auf die strukturellen Hürden der damaligen Zeit zu bieten und gleichzeitig eine medizinische Ausnahmeleistung als das zu zeigen, was sie im Jahr 1967 war: ein wahres Wunder.

### Quote
Die Erstausstrahlung im Ersten im Dezember 2022 verzeichnete 3,92 Millionen Fernsehzuschauer, der Marktanteil betrug 15,1 Prozent.

## Auszeichnungen
- Filmfest Hamburg 2022: Hamburger Produzentenpreis für Deutsche Fernsehproduktionen (Christian Popp, Producers at Work Film)[7][1][5]